# Karl von Urban
Báró Karl von Urban (Krakkó, 1802. augusztus 31. – Brünn, 1877. január 1.), németül: Karl Freiherr von Urban osztrák katonatiszt, császári-királyi altábornagy (Feldmarschallleutnant). Ő volt az első katonatiszt, aki megtagadta az engedelmességet az első felelős magyar kormánynak. Egységével részt vett a honvédsereg ellen folytatott erdélyi harcokban. Osztrák utasításra, a „kíméletlenül rendet kell csinálni” elv alapján támogatta az erdélyi magyar lakosságot embertelen módszerekkel, szervezetten gyilkoló és elüldöző szabadcsapatokat.

## Életpályája
A kadétiskolai kiképzés után belépett az osztrák császári hadseregbe. Az 1848-as forradalmi események során ő volt az első katonatiszt, aki megtagadta az engedelmességet a V. Ferdinánd magyar király által kinevezett első felelős magyar kormánynak, és visszautasította, hogy felesküdjön az új magyar alkotmányra.
1848. szeptember 4-én ezredesként átvette a naszódi 17. román határőr-gyalogezred parancsnokságát, Puchner altábornagy, főhadparancsnok alárendeltségében. Egysége szeptember 18-án támadást intézett a kolozsvári nemzetőrség ellen.
Urban ezredest Latour hadügyminiszter személyesen igazította el az erdélyi császári haderő feladatáról. Az utasítás szerint „kíméletlenül rendet kell csinálni” előbb az ezred körzetében, majd később egész Erdélyben. Ehhez zavargásokat kell szervezni, a román jobbágyságot a magyar lakosság ellen kell uszítani. Urban – Latour utasításának szellemében – először Naszódon lázította fel a románokat a magyar szabadságharc ellen, 1848. szeptember 14-én.
Urban egységei – a 17. határőr-gyalogezred román legénységének közreműködésével – véres parasztháborút idéztek elő Erdélyben. E „hadműveletek” során a császári erők együttműködtek az Avram Iancu és társai által vezetett román felkelő osztagokkal is. 1848. október 24-én Ompolygyepű határában román felkelők lemészárolták Zalatna város menekülő polgárait. A magyar lakosságot embertelen módszerekkel, szervezetten gyilkoló és elüldöző oláh és móc szabadcsapatok nyomában Puchner altábornagy császári csapatai szállták meg a martalócok által „megtisztított” területeket. Ilyen módon Urban és Puchner csapatai az év végére sikeresen elnyomták a székely népfelkelést, és Háromszék kivételével szinte egész Erdélyt ellenőrzésük alá vonták. 1848. december 9-én Köpec községet a Heydte császári kapitány dragonyosai által fedezett szász és román népfelkelők felgyújtották, a székely lakosokat lemészárolták.
A Honvédelmi Bizottmány 1848. november 29-én Bem József vezérőrnagyot az erdélyi hadsereg parancsnokává nevezte ki, vezérkari főnöke Czetz János ezredes lett. December közepén Urban és Jablonsky csapatai (császári ezredek és román népfelkelők) – Windisch-Grätz herceg főhadparancsnok utasítása szerint – az Alföld felé vonultak, de Bem december 23-án Désnél megállította őket, december 25-én visszafoglalta Kolozsvárt, és megkezdte az Erdély felszabadítását célzó hadműveletek sorát.
1848-1849 telén Bem csapatai Dél-Erdélyben többször megütköztek Urban erőivel. Urban sorozatos vereségeket szenvedett, december 29-én Bethlennél, január 4-én a Borgói-hágó (Pasul Tihuţa) mellett, ennek következtében Bukovina felé kivonulni kényszerült Erdélyből.
1849. január 8-án Avram Iancu felkelői felkoncolták Nagyenyed magyar lakosságát. A Puchnert megsegítő cári csapatok Nagyszebenbe és Brassóba érkezése után Urban csapatai ismét betörtek Észak-Erdélybe, és február 18-án Királynémetinél vereséget mértek Riczkó Károly honvéd ezredes csapataira. Február 25-én Borgóprundnál Urban vereséget szenvedett Bem csapataitól, akik február 27-én Medgyesről kiindulva ismét megtámadták Urban csapatait, és másodszor is kiszorították őket Erdélyből, ismét Bukovina felé.
Az 1848–49-es forradalom és szabadságharcban folytatott „eredményes” tevékenységéért Urbant 1850-ben vezérőrnaggyá (Generalmajor) léptették elő. 1851-ben osztrák bárói (Freiherr) rangra emelték, majd 1857-ben altábornagyi (Feldmarschallleutnant) rendfokozatot kapott.
Az 1859-es itáliai hadjáratban Urban egy mozgékony hadosztály parancsnokaként ténykedett. Gróf Gyulai Ferenc tábornagy, Lombardia császári helytartója Urban csapatát küldte a Garibaldi szárd felkelő csapatai által március 23-án elfoglalt Varese városa alá. Feladata szerint meg kellett akadályoznia Garibaldi alpesi vadászainak (Alpini) az osztrákok jobbszárnyát fenyegető további előrenyomulását. A haditerv sikere esetén Urban már Varesénél körülzárta volna Garibaldi csapatait. A március 25-én Urban megtámadta a város körül (San Fermo körzetében) védekező szárd–piemonti csapatokat, de a március 26-án a varesei ütközetben vereséget szenvedett, és visszavonult Malnate felé.
Május 31-én Urban meglepetésszerű manőverrel visszatért Varesébe. A városra – büntetésül Garibaldi katonáinak befogadásáért – 3 millió líra és 3000 marha hadisarcot vetett ki. Mivel ez nem volt behajtható, Urban tüzérséggel lövette a várost, és a lakosságból túszokat szedetett. Amikor Garibaldi tudomást szerzett az eseményekről, a város visszavételére indult.
Időközben a Gyulai által vezetett osztrák főerő június 4-én Magentánál súlyos vereséget szenvedett a francia haderőtől, emiatt Urban hadosztályát bekerítés fenyegette. Véres utóvédharcokban csapataival sikerült visszajutnia a Mincio folyóhoz.
Az 1859. június 24-én lezajlott solferinói csata idején Urban altábornagyot a Veronában állomásozó császári csapatok főparancsnokává nevezték ki. Az 1860-as évek elején került nyugállományba.
Az 1867-es kiegyezés után a magyar sajtó firtatni kezdte Urban 1848–49-es erdélyi viselt dolgait. Karl Freiherr von Urban 1877. január 1-jén Brünnben öngyilkosságot követett el.